# Atarba (Atarba) pallidapex
Atarba (Atarba) pallidapex is een tweevleugelige uit de familie steltmuggen (Limoniidae). De soort komt voor in het Neotropisch gebied.